# Вільгельм I (герцог Гаетанський)
Вільгельм Монтрей на прізвисько Добрий Нормандець (фр. Guillaume de Montreuil; пом. вересень 1068) — норманський авантюрист, герцог Гаетанський (1064).
Син Гійома Жіруа, який прибув до Апулії і помер у Гаеті, та Емми. Вільгельм залишився в Півднній Італії та одружився з дочкою князя Капуанського Річарда Дренгота. Можливо, це була та сама дочка, з якою був заручений син герцога Гаетанського Атенульфа I. Річард подарував Вільгельму володіння і титул графа Марсії, Кампанії і Аквіно як посаг. У 1064 він був призначений герцогом Гаетанським, проте кинув свою дружину, маючи на меті одружитись з Марією, вдовою Атенульфа I і дочкою князя Пандульфа IV. За ці дії Вільгельм був позбавлений його володінь та утік з Гаети.
Пізніше він служив папі Олександру II і брав участь у Реконкісті в Іспанії. У 1064 брав участь в осаді як гонфалоньєр папської кавалерії в облозі Барбастро, а також успішно воював у Кампанії.
Зробив щедрі дари двом церквам у Монтекассіно у вересні 1068 та помер у Римі від малярії.